# José Luis Durán Reveles
José Luis Durán Reveles (Ciudad de México; 21 de febrero de 1961) es un político mexicano, ingeniero y antiguo miembro del Partido Acción Nacional. Es Ingeniero Mecánico Electricista por la Universidad del Nuevo Mundo, Estado de México (1981-1986).
Fue miembro del PAN desde 1985 hasta 2021. Ha sido diputado local de la L Legislatura del Congreso del Estado de México (1987-1990), diputado federal de la LV Legislatura del H. Congreso de la Unión (1991-1994) y coordinador de la campaña del licenciado Felipe Calderón Hinojosa para Presidente Nacional del PAN, presidente municipal de Naucalpan de Juárez de 1997 a 2000, candidato a Gobernador del Estado de México por la alianza PAN-PVEM en 1999, fue derrotado por un estrecho margen por Arturo Montiel Rojas y Subsecretario de Comunicación Social de la Secretaría de Gobernación de 2000 a 2005. En ese año intentó obtener nuevamente la candidatura del PAN a Gobernador, que le fue otorgada a Rubén Mendoza Ayala.
En las elecciones locales de 2006, fue elegido nuevamente presidente municipal de Naucalpan, cargo que ejerce del 17 de agosto de 2006 y concluyó en agosto de 2009.
Es hermano de la expresidente municipal del mismo ayuntamiento, Patricia Durán Reveles.

## Experiencia Partidista
- Miembro del PAN 1985-2021
- Dirigente juvenil municipal y estatal.
- Presidente del Comité Directivo Estatal del Estado de México (1991-1994).
- Coordinador Operativo de la Campaña para la Presidencia del Comité Ejecutivo Nacional (1996).
- Candidato a la gubernatura del Estado de México por los Partidos Acción Nacional y Verde Ecologista de México (1999).
- Miembro del PVEM desde 2021.

## Experiencia Legislativa
- Diputado de la L Legislatura  del Congreso del Estado de México (1987-1990).
- Diputado federal de la LV Legislatura del H. Congreso de la Unión (1991-1994).

## Experiencia Pública
- Presidente de la Asociación de Municipios A.C., 2007-2009.
- Presidente Municipal Constitucional de Naucalpan de Juárez, Estado de México, 2006 -2009.
- Subsecretario de Normatividad y Medios de la Secretaría de Gobernación, 2000-2003.
- Presidente Municipal Constitucional de Naucalpan de Juárez, Estado de México, 1997-2000.